# Длиннохвостый земляной дрозд
Длиннохвостый земляной дрозд (Zoothera dixoni) — вид птиц из семейства дроздовых. Видовое латинское название дано в честь английского орнитолога Чарлза Диксона (1858–1926).

## Распространение
Ареал вида простирается от центральной и восточной частей Гималаев до южно-центральной и юго-западной частей Китая. Естественной средой обитания этих птиц являются субтропические или тропические влажные горные леса, а также высокогорная кустарниковая степь.

## Описание
Длина тела 25—27 см, вес 71—125 г. Оперение в основном оливково-коричневого цвета в верхней части и белое с чёрными включениями в нижней части. Клюв чёрный, ноги жёлтые.

## Охранный статус
МСОП присвоил виду охранный статус LC.